# Fixeren (fotografie)
In de fotografie is fixeren de naam voor een chemisch proces dat ervoor zorgt dat het beeld op belichte film of fotopapier houdbaar wordt. 
Hiertoe wordt de film of het papier, waarvan een deel van de aanwezige  zilverhalogeniden onder invloed van licht en de daarop volgende ontwikkeling donker is geworden, ondergedompeld in een oplossing, die men fixeer noemt. 
Dit fixeer lost alle overgebleven (onbelichte en niet ontwikkelde) zilverhalogenide op, zodat alleen het ontwikkelde beeld -dat uit zuiver zilver bestaat- overblijft en het fotografisch materiaal niet langer lichtgevoelig is. 
Als de foto niet gefixeerd zou zijn wordt het overgebleven zilverhalogenide (in de lichte delen) bij blootstelling aan licht na verloop van tijd alsnog zwart. Na het fixeren moeten de overgebleven chemicaliën nog met water worden uitgespoeld en blijft alleen het ontwikkelde zilverbeeld achter. 
Een veel voor fixeren gebruikt zout is natriumthiosulfaat (Na2S2O3).
Afgewerkt fixeer bevat een redelijke hoeveelheid zilver en kan gerecycled worden.